# Oberpfälzer Volksmusikfreunde
Der Oberpfälzer Volksmusikfreunde e.V. ist ein Verein aus der Oberpfalz in Bayern, der sich der Pflege von Volksmusik, -lied und -tanz, aber auch der Oberpfälzer Bräuche und Mundart verschrieben hat. Die Oberpfälzer Volksmusikfreunde organisieren jährlich mehr als 500 öffentliche Veranstaltungen, zudem veröffentlicht der Verein regelmäßig Noten, Liederhefte sowie Tonträger.

## Bekannte Mitglieder
- Karl Männer, Heimatpfleger aus der Oberpfalz und Träger des Bundesverdienstkreuzes am Bande
- Evi Strehl, Heimatpflegerin aus dem Landkreis Amberg-Sulzbach und Trägerin des Bundesverdienstkreuzes am Bande
- Lothar Bauer, Vorsitzender der Oberpfälzer Volksmusikfreunde von 1978 bis 1996